# Michigan Stadium
Het Michigan Stadium is een multifunctioneel stadion in Ann Arbor, een stad in de Amerikaanse staat Michigan. Het ligt aan de South Main Street. Het stadion heeft als bijnaam 'The Big House' en hoort bij de Universiteit van Michigan. Het is een van de grootste stadions ter wereld.

## Bouw en opening
Tot 1927 werd het stadion Ferry Field gebruikt. Door de toenemende populariteit van het voetbal en sport op de universiteiten werd de behoefte aan een groter stadion steeds groter. Na onderzoek werd besloten een komvormig stadion te bouwen waar ongeveer 72.000 toeschouwers in konden. Een deel van het stadion zou daarbij onder het grondoppervlak terecht komen. De bouw begon in het najaar van 1926. Door problemen met het grondwater werd besloten een deel van het stadion toch hoger te bouwen dan men oorspronkelijk van plan was. Het ontwerp van stadion was van architect Bernard L. Green en kostte $950.000. 
Het stadion werd geopend op 1 oktober 1927. Er werd een wedstrijd gespeeld tegen de Ohio Wesleyan University, die werd gewonnen met 33–0. Bij de openingswedstrijd, die voorafgegaan werd aan enorme regenbuien waren officieel 17.483 toeschouwers aanwezig. Er wordt vanuit gegaan dat dit aantal hoger lag, tot zelfs 40.000. 

## Toeschouwers
Na de opening werd het aantal mogelijke toeschouwers in de loop van de tijd steeds verhoogd. In 1948 al tot meer dan 85.000. Vanaf 1955 werd dit aantal officieel 101.001. Die '1 extra stoel' was symbolisch voor Fritz Crisler (1899–1982), coach van het team van Michigan tot 1947. Het aantal officiële toeschouwers dat in het stadion paste zou vanaf dan steeds eindigen met een '1'. Zo konden er in 1973 101.701 toeschouwers in en 1997 107.501 toeschouwers. Vanaf 2015 is er in het stadion is plaats voor 107.601 toeschouwers. Het recordaantal toeschouwers was tijdens de wedstrijd Michigan tegen Notre Dame op 7 september 2013, het aantal toeschouwers op die dag was 115.109.

## Renovaties
In 2007 werd een nieuw renovatieproject goedgekeurd. Bij deze renovatie moesten enkele tribunes worden vervangen en gangpaden worden verbreed. Ondanks het verzet dat er was tegen dit project begonnen de werkzaamheden toch. Er werd een rechtszaak begonnen om meer rolstoeltoegankelijke zitplaatsen te laten komen.

## Gebruik
In het stadion lag vanaf de opening tot 1968 een natuurlijk grasveld. Dat werd in 1969 vervangen door kunstgras. Tussen 1991 en 2002 lag er weer natuurlijk gras en vanaf 2003 kunstgras (FieldTurf).
Het stadion wordt vooral gebruikt Americanfootballwedstrijden. De club Michigan Wolverines football maakt gebruik van dit stadion. Er zijn een aantal ijshockey wedstrijden gespeeld en ook een voetbal. Onder andere Real Madrid en Manchester United hebben een aantal keer een wedstrijd in het stadion gespeeld tijdens de International Champions Cup.